# Селище (місто)
Селище, або Седлище (пол. Siedliszcze) — місто в Польщі, у гміні Селище Холмського повіту Люблінського воєводства. Населення — 1431 особа (2019).

## Розташування
Знаходиться в історичній Холмщині.

## Історія
Вперше згадується в документах у 1396 р. під українською назвою «Селище». З 1456 р. з'являється сполонізована назва «Седліще».
У 1419 р. в Селищі згадується православна церква св. Онуфрія.
В 1548 р. Селище отримало магдебурзьке право, тобто статус міста і місцеве самоврядування.
26 січня 1760 р. холмський підстолій Войцех Венглинський отримав від короля Августа III право для міста проводити щорічно 4 ярмарки.
10 квітня 1821 р. російська адміністрація позбавила Селище міських прав.
У 1909 р. на заміну дерев'яної освячено муровану церкву св. Кирила і Мефодія. Після Першої світової війни польська влада відібрала церкву під костел.
У 1939 р. німецька влада повернула українцям церкву. У 1943 році в селі проживало 197 українців і 748 поляків. У 1945 р. польська влада знову відібрала церкву. Тоді ж проводився терор проти українців задля вигнання їх з рідної землі, який завершився депортацією в 1947 р. (т. зв. Акція Вісла).
Перебудовою колишньої церкви в 1989—1992 рр. під костел знищено всі елементи церковної архітектури, також знищене і внутрішнє церковне оздоблення.
У 1975—1998 роках Селище належало до Холмського воєводства.
1 січня 2016 року Селищу повернено міські права.

## Особистості

### Народилися
- Казімеж Анджей Яворський (1897—1973) — польський поет і перекладач, серед іншого перекладав твори багатьох українських поетів.